# Hinagolid
Hinagolid (Norprolak) je selektivni agonist D2 receptor koji se koristi za tretiranje povišenih nivoa prolaktina.

## Spoljašnje veze
|  | Molimo Vas, obratite pažnju na važno upozorenje u vezi sa temama iz oblasti medicine (zdravlja). |